# Śląska Kolej Górska
Śląska Kolej Górska (niem. Schlesische Gebirgsbahn) – linia kolejowa wybudowana w trudnym terenie górskim Dolnego Śląska przez pruskie koleje państwowe.

## Historia
Nazwa linii nawiązuje do przebiegu geograficznego u podnóża Sudetów Zachodnich i Środkowych. Intencją inicjatorów budowy linii było również podkreślenie pionierskiego charakteru przedsięwzięcia – przeprowadzenia pierwszej magistralnej linii kolejowej przez teren górski.

### Koncepcja
Postulat budowy kolei u podnóża Sudetów lokalna społeczność wysuwała od 1851 roku – w pierwszym dziesięcioleciu obecności kolei na Śląsku (i jednocześnie na dzisiejszych ziemiach polskich). Na łamach lokalnej prasy postulowano zebranie komitetu budowy linii mającej przyczynić się do aktywizacji gospodarczej podupadłych ośrodków tkactwa i polepszenia sytuacji śląskich tkaczy, którzy w 1844 roku sprzeciwiając się postępującej pauperyzacji wywołali zbrojne powstanie. Projekt miał się przysłużyć również rozwojowi Dolnośląskiego Zagłębia Węglowego, poprzez umożliwienie eksportu węgla kamiennego z kopalni w rejonie Wałbrzycha i Nowej Rudy.
W 1854 rozpowszechniający pierwsze, wizjonerskie plany ogólnopruskiej sieci kolejowej Carl Eduard Krüger zaproponował, by postulowana linia była częścią magistrali Berlin – Wiedeń. Miejscowi samorządowcy, fabrykanci i magnateria zabiegali o objęcie budowy linii dotacją państwową. Pruskie ministerstwo kolejnictwa podjęło inicjatywę w 1856 roku, tworząc komitet budowy Centralnej Kolei Berlińsko-Wiedeńskiej. Rząd pruski przejął przedsięwzięcie, ponieważ ze względu na wysokie koszty inwestycji kapitał prywatny nie chciał się angażować w budowę.
Prace przedwstępnie, polegające na wykonaniu pomiarów terenowych przeprowadzono między Zgorzelcem a Międzylesiem na zlecenie i koszt państwa w latach 1855–1856. Projekt budowlany linii rozpoczęto w roku 1861. Do prac nad zaprojektowaniem i nadzorem budowlanym oraz realizacją inwestycji pruskie władze kolejowe oddelegowały Karla Malberga, doświadczonego radcę rządowego uczestniczącego wcześniej w budowie Kolei Dolnośląsko-Marchijskiej. Sprawy administracyjne otrzymał asesor rządowy Le Juge, oddelegowany na budowę Śląskiej Kolei Górskiej z budowy Pruskiej Kolei Wschodniej. Zaprojektowanie obiektów dworcowych przy magistrali otrzymał Hermann Cuno.

### Finansowanie
18 lipca 1862 roku Sejm Pruski przegłosował przyznanie 11 mln 400 tys. talarów na budowę pierwszego etapu magistrali ze Zgorzelca i Węglińca do Wałbrzycha. Budową linii zajęło się państwo, zobowiązując gminy do nieodpłatnego przekazania gruntów pod budowę torowisk. Działki należało wcześniej wykupić z rąk prywatnych właścicieli, co stanowiło spore obciążenie dla gmin. W publicznej zbiórce pieniędzy uczestniczyły nie tylko gminy przez które miano przeprowadzić kolej, ale także okoliczne samorządy (np. Kowary, Cieplice Śląskie-Zdrój), a nawet osoby prywatne. W zebraniu niezbędnych kwot pomógł Sejm Pruski, udzielając powiatom położonym wzdłuż linii oczekiwanych pożyczek. Wykup działek i niezbędne wywłaszczenia prowadzono do roku 1866.

### Budowa
Budowę Kolei Śląskiej powierzono znacjonalizowanemu Towarzystwu Kolei Dolnośląsko-Marchijskiej. 14 lipca 1863 roku otwarto w Zgorzelcu biura komisji kolejowej nadzorującej inwestycję.
Uroczystość „wbicia pierwszego szpadla” na placu budowy zorganizowano 13 sierpnia 1863 roku w Lubaniu. Wznoszenie linii rozpoczęto od dwóch odcinków łącznikowych z powstałych wcześniej stacji Kolei Dolnośląsko-Marchijskiej: pierwszego, z Węglińca (przez Gierałtów) oraz drugiego, ze Zgorzelca – które na stacji węzłowej w Lubaniu połączono w jedną linię w stronę Jeleniej Góry, Wałbrzycha i Kłodzka.
Realizacja inwestycji, rozpoczętej w roku 1863, trwała siedemnaście lat. Prace prowadzono w wielu miejscach jednocześnie. Do prac zatrudniano lokalnych przedsiębiorców. Szlak do stacji Rybnica otwarto 20 września 1865 r. Po dziewięciu miesiącach, 19 czerwca 1866 roku uruchomiono połączenia do Jeleniej Góry. Odcinek do Wałbrzycha Głównego, kończący pierwszy etap inwestycji, oddano do użytku 14 sierpnia 1867 roku – z opóźnieniem na skutek wojny prusko-austriackiej. Rok później, 28 maja 1868 r. połączono Śląską Kolej Górską z istniejącą wcześniej linią Wrocław – Wałbrzych należącą do Kolei Wrocławsko-Świdnicko-Świebodzickiej. Połączenie Wałbrzycha z Kłodzkiem, przeniesione do odrębnego zadania, oddano do użytku 15 października 1880 roku.
Odcinki Śląskiej Kolei Górskiej budowane w ramach etapów ze Zgorzelca do Wałbrzycha oraz z Wałbrzycha do Kłodzka różnią się pod względem architektury obiektów stacyjnych oraz budowli inżynieryjnych szlaku kolejowego. Wpływ na wygląd obiektów towarzyszących linii miało bogactwo sudeckiej i łużyckiej architektury regionalnej, między innymi domów wiejskich o konstrukcji ryglowej i licznych domów przysłupowych.
Poprowadzona w trudnym terenie przez największe ośrodki gospodarcze Dolnego Śląska, Śląska Kolej Górska była jedną z pierwszych zelektryfikowanych kolei długodystansowych w Niemczech i ówczesnej Europie. Elektryfikacja magistrali i szeregu linii bocznych była prowadzona w latach 1914–1934.

### Eksploatacja
Powstanie Śląskiej Kolei Górskiej przyczyniło się do rozwoju turystyki w Sudetach, a obsługa ruchu turystycznego stała się prędko jedną z najważniejszych gałęzi gospodarki w regionie. Przed I wojną światową, zgodnie z założeniami towarzyszącymi projektowaniu magistrali, z przesłanek gospodarczych wybudowano i oddano do użytku szereg linii bocznych:
- 29.12.1869 Sędzisław – Kamienna Góra – Kralovec
  - 03.10.1899 Kamienna Góra – Okrzeszyn
- 15.05.1877 Szczawienko – Mezimesti
- 15.05.1882 Jelenia Góra – Mysłakowice – Kowary
  -     - 06.06.1895 odgałęzienie: Mysłakowice – Miłków
    - 01.07.1895 przedłużenie odgałęzienia: Miłków – Karpacz

  - 05.05.1905 przedłużenie: Kowary – Kamienna Góra
  - 15.06.1914 łącznica Kamienna Góra – Marciszów
- 01.11.1884 Gryfów Śląski – Mirsk
  -     - 31.10.1909 odgałęzienie: Mirsk – Świeradów-Zdrój
    - 05.07.1910 odgałęzienie: Świeradów-Zdrój – Świeradów Nadleśnictwo

  - 01.11.1904 przedłużenie: Mirsk – Pobiedna
- 15.10.1885 Gryfów Śląski – Lwówek Śląski
- 15.08.1896 Marciszów – Złotoryja
- 01.08.1899 Marciszów – Bolków
- 01.08.1891 Jelenia Góra – Cieplice Śląskie-Zdrój
  - 20.12.1891 przedłużenie: Cieplice Śląskie-Zdrój – Piechowice
  - 25.06.1902 przedłużenie: Piechowice – Szklarska Poręba Górna
  - 20.12.1891 przedłużenie: Szklarska Poręba Górna – Harrachov
- 15.15.1896 Lubań – Leśna
- 01.10.1906 Jelenia Góra – Jeżów Sudecki
  - 09.10.1906 przedłużenie: Jeżów Sudecki – Siedlęcin
  - 21.07.1909 odcinek Lwówek Śląski – Wleń
  - 28.07.1909 odcinek Siedlęcin – Wleń
- 29.10.1927 Mikułowa – Sulików

Po zakończeniu II wojny światowej szlak dawnej Śląskiej Kolei Górskiej wraz z tzw. ziemiami odzyskanymi znalazł się w granicach Polski i został włączony w sieć Polskich Kolei Państwowych jako dwie linie: Zgorzelec – Wałbrzych (i dalej Wrocław tj. linia kolejowa nr 274) oraz Wałbrzych – Kłodzko (tj. Linia kolejowa nr 286). Taki podział funkcjonował już pewien czas przed wojną.